# シヴァガンガイ
シヴァガンガイ（சிவகங்கை：Sivaganga）は、インド南部のタミル・ナードゥ州にある都市。シヴァガンガイ県の県庁所在地であり、同県シヴァガンガイ郡の中心都市である。

## 地理
北緯：9° 51' 0 ／ 東経：78° 29' 0 
- 県外
  - チェンナイまで 414km
  - ティルッチラーッパッリまで 95km
  - マドゥライまで 42km
  - コーヤンブットゥールまで 269km
  - カンニヤークマリまで 284km

## 政治
シヴァガンガイでは、2001年の州議会議員選挙ではAIADMKのV・チャンドランが当選したが、2006年の州議会議員選挙ではCPIのS・グナシェーカランが当選した。